# England under medeltiden
England under medeltiden avser den del av Englands historia som inträffade under medeltiden, från slutet av 400-talet till början av tidigmoderna England 1485, som inleddes med Tudortiden.
Perioden inleddes med Romerska rikets tillbakadragande från Britannia och senare dess fall, med tillhörande ekonomisk nedgång på de brittiska öarna. Därefter följde flera århundraden av germansk immigration som ledde till att den anglosaxiska kulturen etablerades. Under 700- och 800-talen inträffade invasioner av vikingar och i början av 1000-talet ett danskt maktövertagande. Normandernas invasion av England 1066 ledde till att normandisk och fransk adel ersatte den anglosaxiska eliten och införde ett feodalt system. Englands befolkning mer än dubblerades under 1100- och 1200-talen, vilket ledde till att nya städer etablerades och att handeln expanderade. Under 1300-talet ledde den stora svälten (1315–1317) och digerdöden till att ungefär hälften av Englands befolkning dog, många byar övergavs, och en period med uppror och social oro följde. Engelska kungars anspråk på den franska tronen ledde till hundraårskriget (1337–1453), där England omväxlande hade framgångar och motgångar. Slutet av Rosornas krig (1455-1485), en serie inbördeskrig om Englands tron, räknas som slutet av medeltiden i England. 

## Markanvändning och naturförhållanden

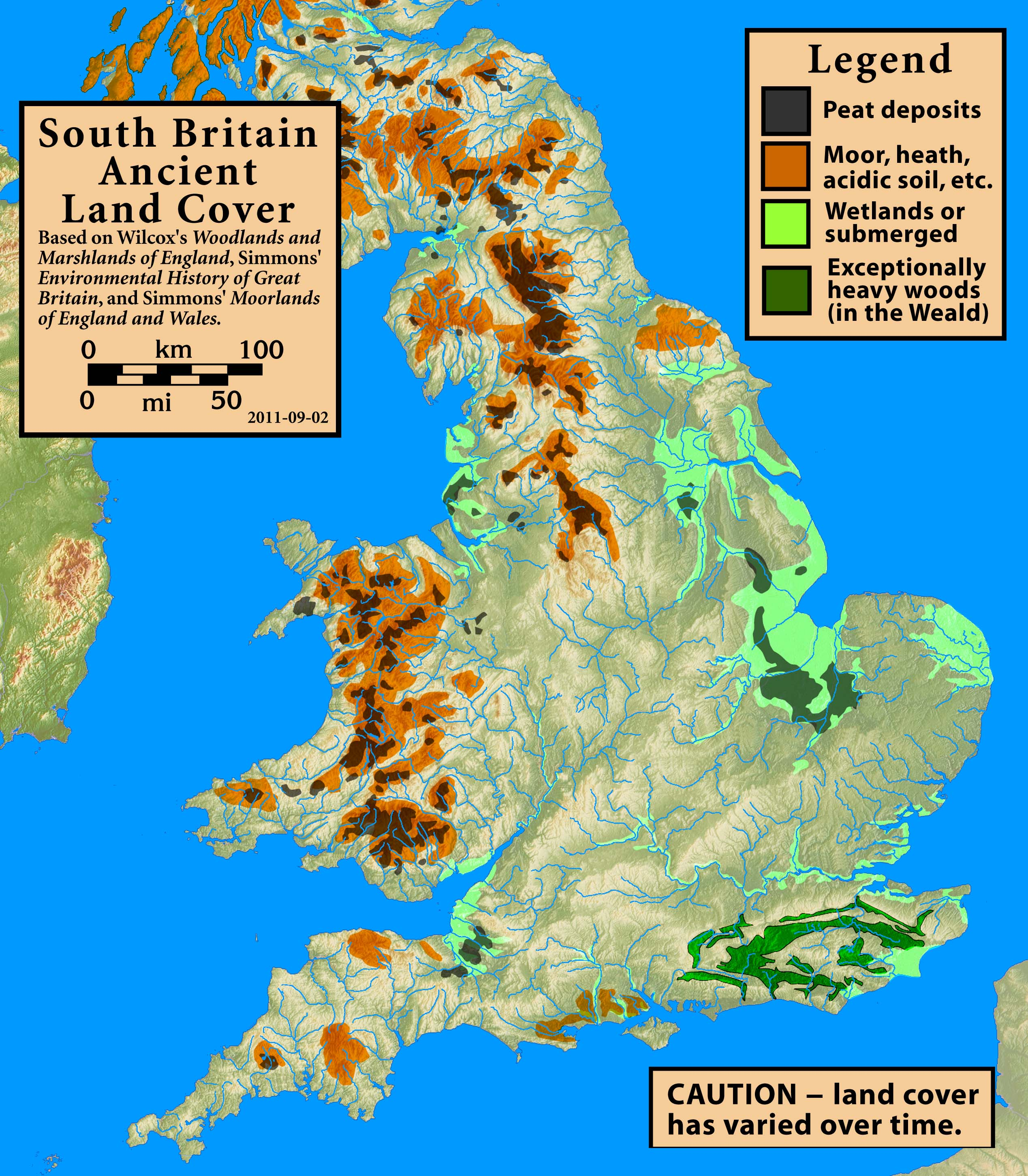
Englands forna marktäcke.

Vid tiden för domedagsundersökningen 1086 var England inte ett land med särskilt mycket skog. Cirka 15 % av landarealen var skogstäckt, vilket betydde att England då hade mindre skog än dagens Frankrike, men mer än nutidens Danmark. Hälften av de förtecknade byarna hade inte tillgång till skogsmark. Några få områden var huvudsakligen beskogade, men med stora öar av jordbruksmark. De största skogarna fanns i Weald med cirka 5 500 km² och Chiltern Hills med omkring 2 500 km², men de var inte obebodda utan det fanns insprängda inslag av jordbruk. Nyodlingar gjorde att skogsmarken hade krympt till omkring 10 % av landarealen 1350. Med digerdöden (se nedan) upphörde dock nyodlingarna och skogsbeståndet förblev oförändrat till 1800-talet. Under högmedeltiden spred sig tegskiftet över Englands jordbruksmarker. Vid sin största utbredning omkring 1350 brukades upp till en tredjedel av Englands areal som tegskiftat åkerbruk. Tegskiftets centrum var i kraftigt uppodlade slättområden, med lite eller ingen skog. I slättområden med mera skog och i andra områden var tegskiftet föga utbrett. De tegskiftade områdena kännetecknades av stora byar, medan de icke tegskiftade områdena hade många småbyar och ensamgårdar.
| Markanvändning i England 1086 |                         |
| Marktyp                       | Andel av Englands areal |
| Åkermark                      | 35 %                    |
| Betesmark                     | 30 %                    |
| Skogsmark och skogsbete       | 15 %                    |
| Ängsmark                      | 1 %                     |
| Impediment och ödemark        | 19 %                    |
| 1. 2.                         |                         |
| Källa:                        |                         |

Under medeltiden eller redan tidigare utrotades de flesta större och medelstora djurarter i England. Bävern försvann på 1100-talet. Det sista frilevande vildsvinet dödades 1260 och den sista vargen dödades av kungliga jägare 1281. På medeltiden fanns kronviltet nästan överallt, men det var inte ett vanligt djur; rådjuren var sällsynta. På 1100-talet inplanterade normanderna ett antal jaktbara viltarter; kaninen infördes från Spanien och blev snart av kommersiell betydelse, dovvilt infördes från Sicilien, men hölls för det mesta i djurgårdar och jaktreservat; fasaner importerades vid ungefär samma tid.

## Historia

### De anglosaxiska rikena

#### Anglosaxarnas invasioner
- Anglosaxare

Efter romarnas försvinnande fortsatte den romerska kulturen och livsstilen av leva vidare i något årtionde. 
Det var från denna samhällsgrupp som Patrick, som kristnade Irland, kom. Städerna började försvinna eftersom de var beroende av den romerska armén och soldaternas konsumtion. Genom att det inte längre fanns någon central enhet kom det nu inte längre in någon skatt som kunde finansiera infrastrukturen med mera, det fanns nu inte heller några som såg till att lagar följdes. Imperiets sammanbrott medförde även att handeln minskade kraftigt i omfattning. Skrivkonsten försvann, så att kunskapen om de följande århundradena till stor del är nedskriven i efterhand, vilket gör att det är svårt att skilja mellan myt och verklighet.
Till sitt skydd hade de nu saxare och landsmän till samma folkslag som anföll dem, och som nu skötte försvaret istället för de romerska soldaterna. Bland annat den brittiske kungen Vortigern ska ha givit områden i Kent till de jutiska hövdingarna Hengest och Horsa. Efterhand blev dock attackerna så omfattande att hela områden togs över av saxare, angler och jutar. Många romanokelter blev mördade, andra flydde till Bretagne eller Wales. De olika stammarna delade upp landet mellan sig. I nordöstra England bildade anglerna rikena Deira och Bernicia, det förra ungefär motsvarande Yorkshire medan det senare sträckte sig mellan floden Humber och det skotska låglandet. Dessa bägge riken kom senare att bilda Northumbria. I södra England skapades Wessex (från West Saxons, dvs. saxarna i väster). I sydöstra delen av England bildades Essex av saxare, East Anglia av angler och Kent av jutar. I centrala England bildades Mercia. De germanska folkslagen slog sig ned i det som senare skulle bli England, i Cornwall dröjde det dock till 800-talet. Wales kom däremot att förbli romanokeliskt. I Wales överlevde också kristendomen romarrikets fall.

#### Kristnandet
I början 500-talet skedde en viss paus i invasionerna genom att romanokelterna lyckades göra effektivt militärt motstånd, troligen under den ledare som skulle stå till bild för legenden om kung Artur. Påven Gregorius I sände 597 en grupp för att omvända kung Ethelbert av Kent. Enligt legenden ska ha blivit påmind om behovet av att omvända befolkningen i Storbritannien efter att han sett angliska slavbarn på marknaden i Rom. Han skall då ha sagt: änglar, inte angler. Kung Ethelbert passade bra för påvens syfte eftersom han dels var den för tillfället mäktigaste av kungarna på ön, dels hade en kristen fru då han var gift med Berta, en dotter till den kristne frankiske kungen. Denne hade som krav för det strategiska giftermålet krävt att Berta skulle få fortsätta att utöva sin religion. Ethelbert blev imponerad av munkarnas kultur, seder och löften om ett liv efter döden att han och 10 000 av hans undersåtar lät sig döpas. Genom munkarna fick skrivkonsten åter spridning och 616 skrevs den första lagboken. Med kristendomens återkomst följde en kulturell uppgång, kloster skapades och latin började åter läsas och skrivas. Genom kristendomens breda kontaktnät återkom också många tekniska landvinningar som romarna gjort och som levt kvar i mer centrala delar av Europa där romarrikets fall inte medfört ett lika kraftig teknisk nedgång.
I Kent kom alltså kristendomen tillbaka i början av 600-talet, men i övriga delarna av vad som skulle bli England skulle det dröja fram till 700-talet innan kristendomen blev statsreligion. Missionen skedde inte enbart från Rom, utan även från Irland, där den varit etablerad sedan Sankt Patriks tid, och Skottland, dit skottarna hade utvandrat från Irland. Genom att använda tyngre plogar än vad romanokelterna använt kunde germanerna odla upp nya områden, framförallt skedde detta kring Midlands. Genom dem kom också handelsrutterna att ändras så att ett större utbyte skedde över Nordsjön, till exempel vet man att Raedwald, hövding över East Anglia och den som övertog Ethelberts position som den ledande personen på ön, begravdes med en rustning som tillverkats i Sverige (graven finns i Sutton Hoo och upptäcktes 1939). I hans grav fanns även mynt från Istanbul och Alexandria.

#### Riksbildningar
Under 600-talet förenade Ethelfrith kungarikena Deira och Bernicia och bildade Northumbria. Han blev dock slagen av Edwin som med hjälp av Raedwald blev ny kung över Northumbria. Genom honom kom kristendomen att öka sin spridning genom att han gifte sig med en dotter till kung Ethelbert. En romersk munk, Paulinus av York, följde med henne och kristnandet av Northumbria kom att på många sätt likna kristnandet av Kent. Den 12 april 627 döptes kung Edwin, liksom många av hans undersåtar. Så många konverterade att Paulinus fick arbeta i trettiosex dagar med att enbart döpa människor. Under sin expansion av riket erövrades en del av Gwynedd, ett walesiskt kungarike, vilket medförde att dess kung, som också var kristen, lierade sig med Penda, den hedniske kungen av Mercia, och anföll Northumbria. Kungarna av Mercia och Northumbria kom under följande årtionden att föra krig mot varandra med varierande lycka.
De kristna var inbördes rivaliserande då walesarna och skottarna, de senare hade invandrat från Irland, hade ett kontinuerligt kristet förflutet sedan slutet av romartiden, medan de germanska rikena blev kristna genom ny mission, bland annat skilde sig det datum som påsken inföll på mellan de bägge. De förra var inte heller lika starkt knutna till den katolska kyrkan genom den brist på kommunikation som funnits mellan Storbritannien och Rom sedan romarrikets fall, deras religion var också i större omfattning knuten till klostren. Under Oswald av Northumbria byggdes i Northumbria klostret Lindisfarne efter förebild från det skotska klostret i Iona som grundats redan 563.
Oswalds bror och efterträdare, Oswy, skickade missionärer till de övriga kungarikena, vilket gjorde att även invånarna i bland annat Mercia började kristnas, Pendas son Paeda kom till exempel att konvertera till kristendomen. Oswy sammankallade också synoden i Whitby med deltagare från hela ön och beslutade att det var den romersk-katolska kyrkan som skulle gälla i framtiden. Genom att ärkebiskopsätet i Canterbury några årtionden senare inte bara i teorin, utan även i praktiken, blev den organisatoriska överheten för kyrkan kom ytterligare steg att tas mot större nationell enhet. Efter Oswys död övertog Mercia positionen som det mest dominerade kungariket. Under kungarna Ethelbald (716-757) och Offa (757-796) började riktig nationell enhet skapas. Ethelbald kallad sig kung över hela södra England med Offa kallade sig kung över engelsmännen. Offa regerade över hela samtliga de anglosaxiska kungarikena, med undantag för Northumbria och Wessex. Han byggde även en vall, Offa's Dyke, längs gränsen mot Wales för att stabilisera gränsen. Kontakterna med kontinenten började också ta fart, Offa hade till exempelvis omfattande kontakter med Karl den store.
Under 789 seglade tre, för dåtidens förhållanden, mycket stora skepp in i hamnen i Portland i Wessex och dödade kungens tjänstemän. De var de första vikingarna som kom till Storbritannien och under de närmaste tre hundra åren skulle spela en betydande roll i dess historia. Bara några år senare anfölls klostren i Lindisfarne och Iona. Klostren kom att bli ett vanligt offer för vikingarnas plundringar då de innehöll stora rikedomar samtidigt som de var belägna på avlägsna svårförsvarade plats.

### Skandinavernas invasioner och Englands enande (850-1066)

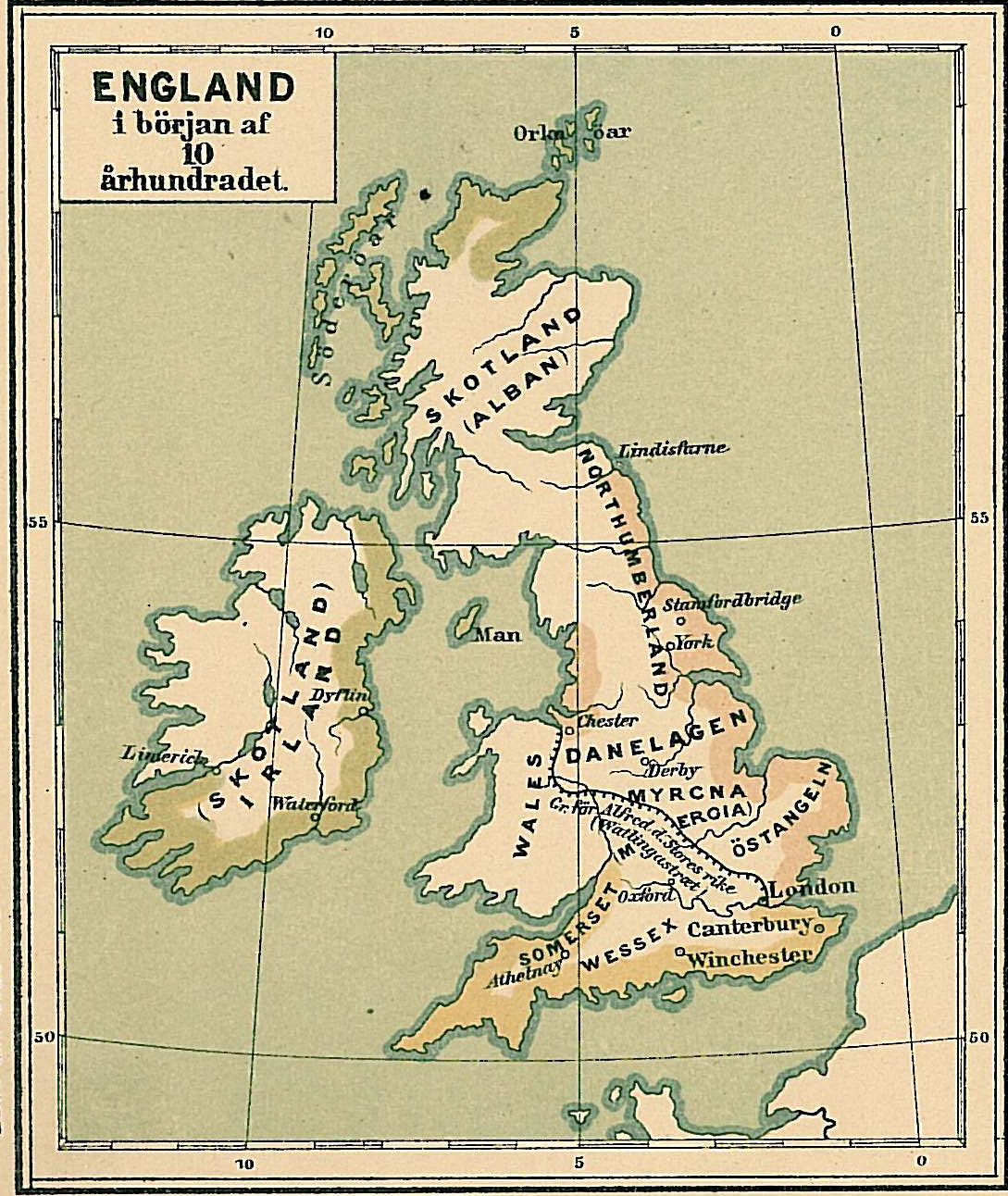
Historisk karta över England i början av 900-talet.

#### Vikingarnas attacker
Under de första årtiondena ägnade sig vikingarna mest åt plundringar, med tiden blev dessa mer omfattande och omkring 850 började de företa rena erövringståg med syfte att erövra områden. Kungen av Northumbria dödas 844 av vikingarna, men omkring ett årtionde senare blev vikingahövdingen Ragnar Lodbrok tillfångatagen och dödad vid kungen av Northumbrias hov. Eftersom klostren under denna tid var centra för skrivkonst och lärdom, kom attackerna att få omfattande påverkan på läskunnigheten i England. På många sätt medförde vikingarnas attacker samma kulturella nedgång som vid de germanska stammarnas egna invasioner några århundraden tidigare.

#### Englands enande

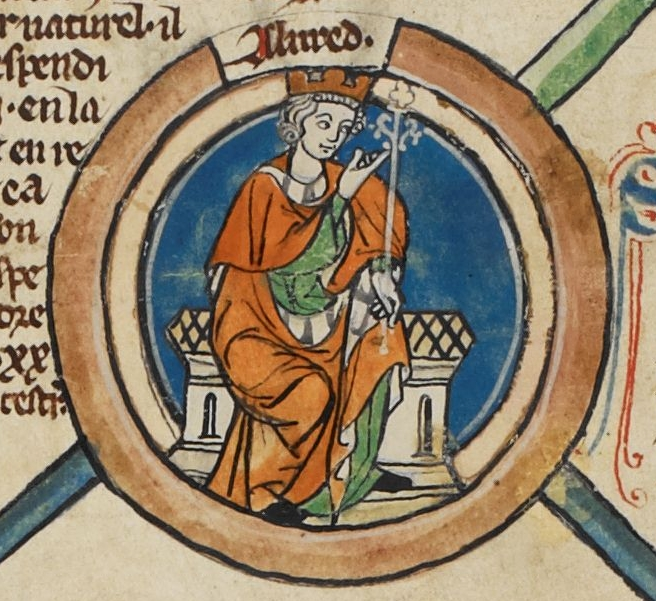
Alfred den store

Samtidigt som vikingarnas plundringar blev mer omfattande skedde en betydande maktförskjutning bland de anglosaxiska rikena. Mercia tappade sin ställning som de det viktigaste riket. Istället kom Wessex att bli det mest betydande riket och det som kom att ena England. Vid slaget vid Ellandune slog västsaxarna under kung Egbert av Wessex Mercia, och de tidigare Merciska lydrikena Kent, Essex, Surrey och Sussex kom nu att tillhöra Wessex. I väster erövrades det walesiska Cornwall.
Under 850-talet skedde ett flertal slag mellan vikingarna och västsaxarna. Trots att västsaxarna vann flera av dessa, hindrade det inte vikingarna från att nu börja bosätta sig i landet. Den stora maktkampen började 865 då en stor vikingaflotta landsteg i East Anglia med syfte att erövra hela England. Northumbria erövrades och dess kung, Aelle, som låg bakom Ragnar Lodbroks död, blev dödad tillsammans med andra potentiella kungar, istället sattes en marionett på tronen. Mercia tvingades betala tribut genom att vikingaarmén helt sonika vägrade att strida mot dess armé som fått stöd från Wessex. Kung Edmund av Wessex dödas i ett slag i East Anglia som också blev erövrat av vikingarna. Senare blev även Mercia erövrat.
Hösten 870 beslutade sig vikingarna för att erövra det sista av de anglosaxiska kungarikena, Wessex. Dess huvudstad, Reading, erövrades, men vikingarna tvingades till stora förluster. Under det följande året skedde ett antal slag med varierande resultat och 871 tecknade den nyblivne kungen av Wessex, Alfred den store, ett fredsfördrag med vikingarna. Alfred den store är den stora hjälten i engelsk historia och den enda kungen som fått tillnamnet den store. Under han regeringstid stoppades vikingarnas erövringståg upp och deras områden började återerövras. Han började också återuppbyggandet av den anglosaxiska kristenheten och lade ner stora krafter på att sprida läskunnighet och lärdom.
Julen 878 anföll vikingarna Wessex. Då Alfred hade trott att vikingarna inte skulle anfalla då de tidigare givit ed på att inte anfalla Wessex hade han låtit trupperna återvända till sin hem under julen. Följden blev att Danskarna/Norrmännen/Svenskarna snabbt erövrade landet, Alfred lyckades dock fly. Under den närmaste tiden tvingades han gömma sig på ön Athelney i Somersets träskmarker. Från denna tid härstammar en mängd legender om Alfreds liv. Genom att sprida ryktet att Alfred var kvar och att kampen skulle fortsätta lyckades man på bara ett par månader åter skapa en armé.
Vid slaget vid Edington slog han vikingaarmén så fullständigt att de tvingades konvertera till kristendomen och att Guthrum, deras kung, skulle låta döpa sig med Alfred som gudfar. För att förbättra möjligheterna att kunna försvara sig i fortsättningen byggdes det vallar runt städer och armén omorganiserades så att ena halvan var aktiv medan den andra permission och vice versa.
Man kan fortfarande höra vissa dialekt/ord som kommer från Skandinavien, t.ex. knife/kniv Även pronomen som "they" (de), "their" (deras) och "them" (dem) togs upp i det engelska språket vilket är anmärkningsvärt i språkutbytessammanhang och tyder på stort skandinaviskt inflytande över det dåvarande engelska språket.

#### Vilhelm Erövraren(1066-1087)

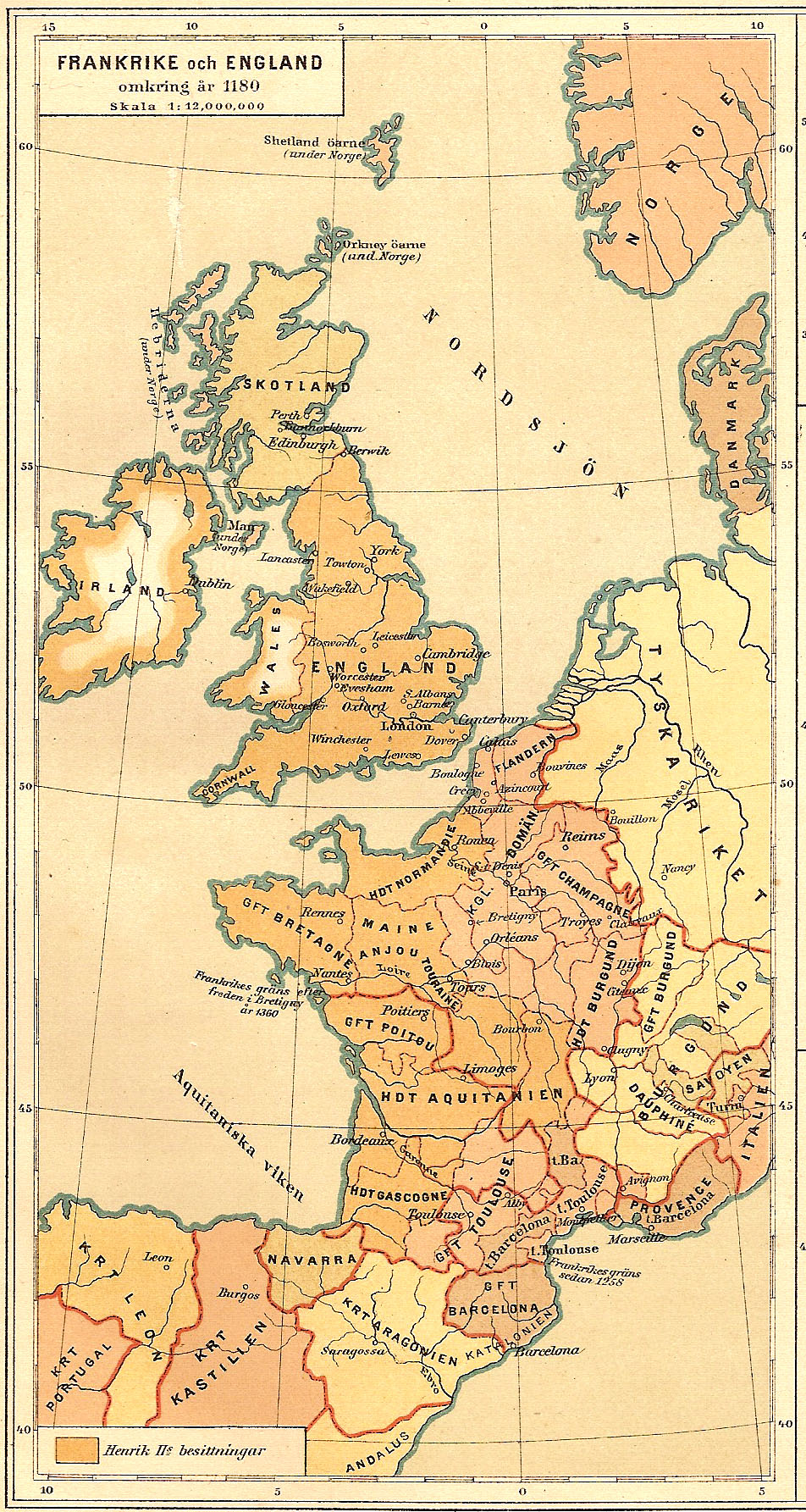
Detaljerad historisk karta över Frankrike och England runt år 1180 med Henrik II:s besittningar markerade med orange

Efter att ha krönts på juldagen 1066 var Vilhelm kung, men det innebar inte att han satt säkert på tronen. Under de följande åren skulle flera uppror följa. Harolds söner, regionala ledare och den danske kungen gjorde alla försök att ta makten, men genom att möta dem en och en lyckades Vilhelm behålla makten. I Yorkshire gick han särskilt hårt fram för att statuera exempel. Efter ett uppror under den saxiske ledaren Waltheof brändes och förstördes ett område tiotals mil i diameter kring York mer eller mindre fullständigt. Trupperna fick i uppgift att döda allt levande, människor såväl som husdjur; husen brändes. När Domesday Book (en förteckning över ägandeförhållandena till jorden) skrevs ner ett och ett halvt årtionde senare beskrevs det med ett ord, vasta, latin för ödelagt område.
Genom normandernas erövring kom de styrandes språk att vara franska för flera århundraden framåt. Engelska kom att bli ett språk för bondebefolkningen, medan det skrivna språket var franska. Spår av detta finns kvar än i dag bland annat genom den stora mängden ord med franskt ursprung i engelskan och genom att det kungliga valspråket fortfarande är på franska.
Normandiska baroner kom att ersätta den anglosaxiska överklassen i mycket stor omfattning, vilket framgår i Domesday Book. Utöver att belöna de som medverkat vid invasionen skedde detta med syfte att ha pålitliga män att kunna kontrollera landet med. Den stora förändringen kom efter att uppror 1074 där engelska lorder med stöd från Danmark och Flandern försökte ta makten.
Samtidigt som erövringen, framförallt från ett sentida perspektiv, medförde stora förändringar var normanderna mycket måna om att behålla en kontinuitet från tiden före erövringen, ofta hänvisades till att seder skedde som under Edvard Bekännaren. Delvis var detta ett uttryck för Vilhelms vilja att legitimera sin rätt till tronen.

### Huset Plantagenet (1216-1399)
Under denna tid kom Wales, eller Wessex, dvs. nuvarande Wales och Cornwall att lyda under England. Se vidare artikeln om Wales.

## Det engelska samhället under tidig medeltid

### Social struktur

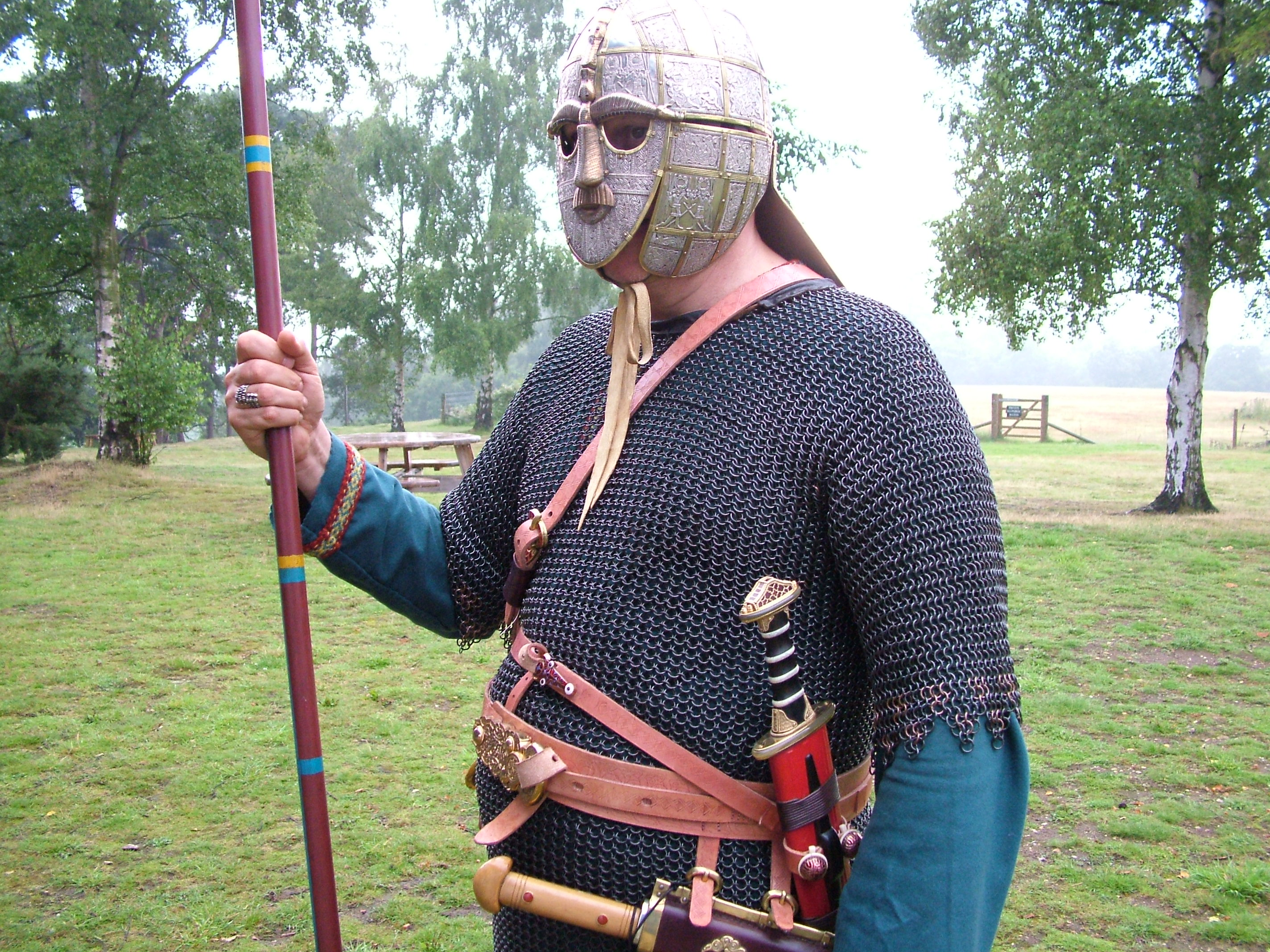
Rekonstruerad dräkt för anglosaxisk storman (efter Sutton Hoograven).

#### Tidiga anglosaxiska England
De äldsta källorna som visar det anglosaxiska samhällets sociala struktur i England är från början på sexhundratalet. Dessa visar att samhällets grundvalar bars upp av den frie mannen (ceorl). Han hade förpliktelser mot konungen, men inte mot någon annan överherre. Han var skyldig att tjänstgöra i fyrden (landvärnet) vid krigsfara och utge feorm (gengärd) till konungens underhåll. Ovan den frie mannen fanns ett högre samhällsskikt men det fanns ingen bördsaristokrati utom kungen och hans släktingar. Om det funnits någon sådan bland anglosaxarna på kontinenten försvann den under folkvandringarna. Samhällseliten utgjordes av kungens följeslagare (gesiþ) (comes) dit även kungens styresmän, ealdormännen, räknades.

#### Sena anglosaxiska England

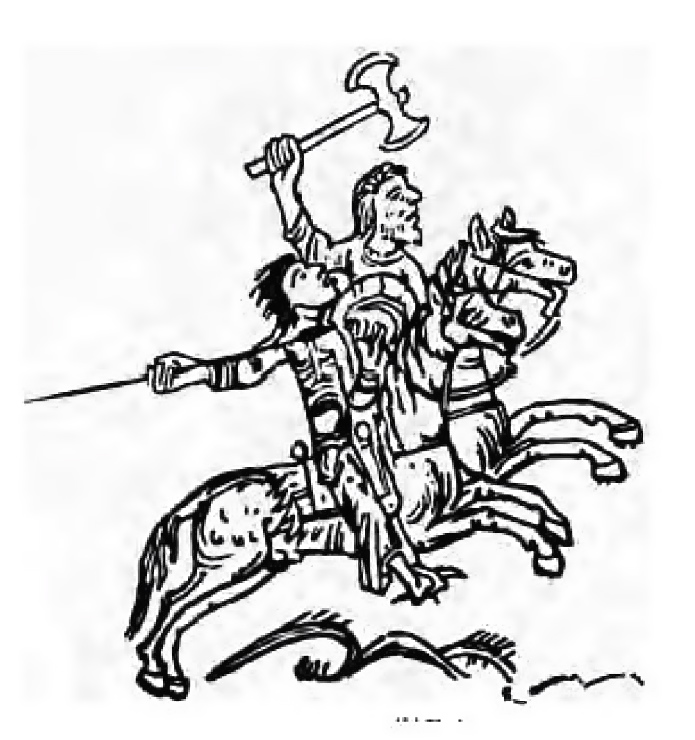
Beriden anglosaxisk krigare.

I det sena anglosaxiska England var de fria männen indelade i tre skilda sociala skikt: geneat var en beriden följeslagare som tjänade sin herre genom personliga arbetsuppgifter vilka inte stod i konflikt med hans ställning som fri man. Han erlade avrad för sin gård och för sina betesrättigheter. Han var däremot fri från dagsverksskyldighet och hade en social ställning över andra fria män och kan i många hänseenden karaktäriseras som en beriden följeslagare. Den dominerande gruppen av fria män utgjordes av geburas, dagsverksskyldiga bönder. Under dessa stod ett skikt av kotsetlas vilka bara förfogade över en mindre jordlott. De erlade ingen avrad men utförde en rad dagsverken. Trots sin låga sociala status var de fria män. Över de fria männen stod en talrik samhällselit av konungens följeslagare, vilka nu gick under namnet thegnar. Den typiske tegnen tjänade kungen med speciella arbetsuppgifter vid hovet och ägde själv en befäst gård med kapell, klockstapel och stekhus och en jordegendom om minst fem gårdars värde. Den grundläggande skillnaden i samhället gick mellan bonden och tegnen.

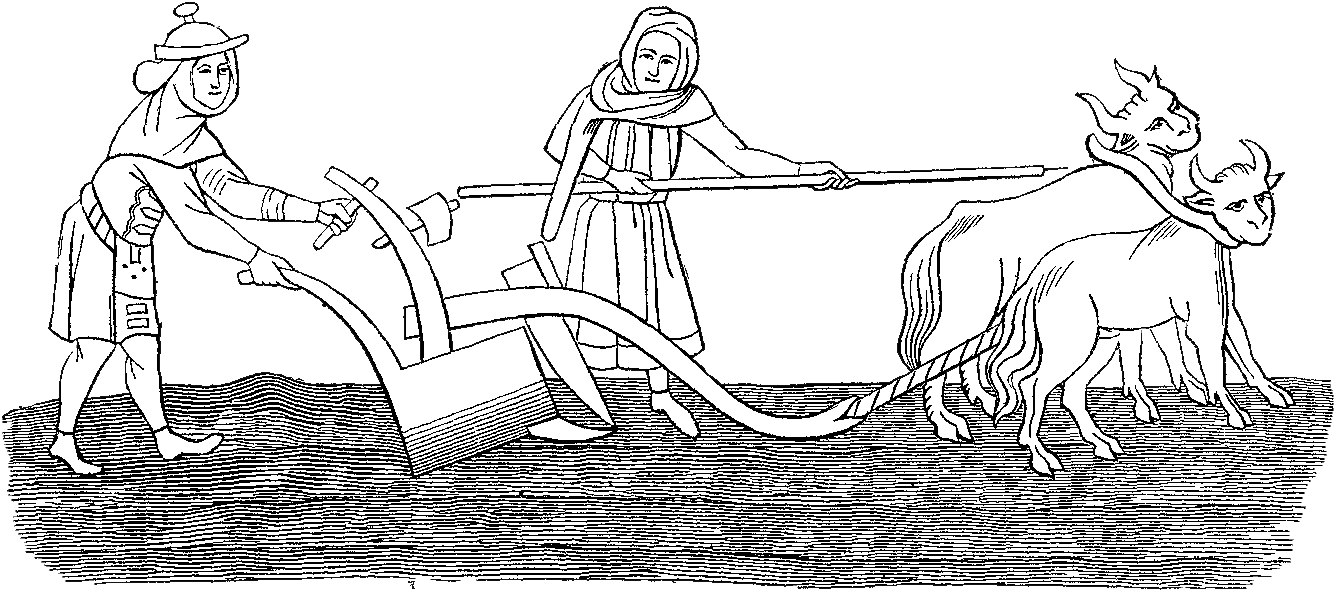
Anglosaxares som plöjer med oxar.

Vid tiden för den normandiska erövringen fyrahundra år efter de äldsta källorna karaktäriserades England av en godsekonomi kontrollerad av samhällseliten och organiserad i heafodbotl (huvudbol). Dessa varierade mycket till storlek, struktur och inre ekonomi. Några täckte en avsevärd del av ett landskap och innefattade ett stort antal underordnade byar och gårdar, medan andra bara bestod av ett litet gårdsbruk som inte var större än en vanlig bondgård. En by kunde i sin helhet ligga under en huvudgård, medan i en annan by fanns det bondgårdar som tillhörde flera olika huvudgårdar. I Danelagen fanns det huvudgårdar där bara en liten avrad erlades av ett stort antal vitt spridda bondgårdar. På de flesta huvudgårdar fanns det dock en avelsgård som drevs genom böndernas och torparnas dagsverken. Den grundläggande sociala strukturen hade förändrats så att många tusentals fria män var bundna till strikta förpliktelser i form av dagsverken på en överherres jord. Underlät han detta förlorade han rätten till sin gård. Genom bristen på historiska källor är det inte möjligt att redogöra för hur det gick till när den frie jordägaren förvandlades till en underordnad jordbrukare men det var en process som tog flera hundra år i anspråk. Kärnan i denna utveckling var att kungen överlät sina rättigheter och sin ställning som de fria männens överhuvud inom ett område till en ealdorman, en tegn, en biskop eller en abbot.

### Jordnaturer
Det fanns tre jordnaturer i det anglosaxiska samhället i England. Folklandet var den grundläggande. Ett folkland var en enskild brukningsenhet vilken ägdes av en enskild person utan någon överherre. Folklandet var underkastat alla förpliktelser till kungen, som fyrdplikt, feorm (gengärd), borgbyggande, brobyggande, körslor och underhåll av konungens tjänare. Rättsreglerna för denna jordnatur var inte nedtecknade utan traderades genom den folcriht, folkrätten (publicum jus) som utövades av de lokala domstolarna. Boklandet uppstod genom att kungen överlät sina rättigheter till ett bestämt avgränsat område till en kyrklig institution, en kyrka eller kloster, eller till en lekman (någon av hans tegnar). Sådana överlåtelser skedde genom ett skriftligt diplom som tydligt avgränsade överlåtelsen och vilka förpliktelser som överläts och vilka som reserverades av kungen. Boklandet överläts utan krav på några motprestationer; det var därför inte fråga om en feodal förläning. Låneland var folkland eller bokland som lånades ut för en viss bestämd tid, vanligen under den förste låntagarens och två arvingars livstid. I motprestation erlade låntagaren pengar, naturaprodukter och dagsverken.

## Det engelska samhället under högmedeltid och senmedeltid

### Befolkning
Källorna till Englands medeltida befolkningshistoria är begränsade. De viktigaste och mest användbara är Domedagsboken från 1086 och huvudskattelängderna från 1377.

#### Befolkningsutveckling

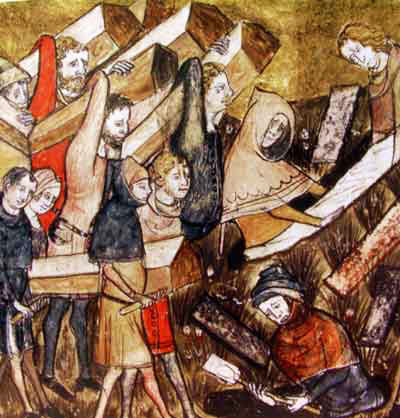
Digerdöden var den engelska medeltidens avgörande demografiska händelse.

Från slutet på 1100-talet till slutet på 1200-talet ökade den engelska befolkningen med mer än 250 % för att nå sin högsta nivå i slutet på 1200-talet. Befolkningsutvecklingen ledde till att levnadsstandarden sjönk, trycket på naturresurserna ökade och att delar av befolkningen sökte sig bort från jordbruksnäringarna. Befolkningen började minska 1315 på grund av den svåra missväxten och det åtföljande stora hungersnöden 1315-1317. Boskapspesten 1319 orsakade sedan att många dragdjur dog vilket drastiskt minskade jordbrukets produktivitet och därmed tillgången på livsmedel. Lilla istidens första stora köldperiod påverkade även jordbrukets avkastning i negativ riktning. Svälten ledde till social oro och en klar ökning av antalet brott. Genom digerdöden halverades sedan befolkningen i det närmaste 1348-1351. Massdöden slet sönder samhället och ledde till förvirring, desorganisation och därav följande lägre produktivitet i jordbruket. Från 1380-talet återhämtade sig samhället, levnadsstandarden förbättrades genom högre löner och lägre livsmedelspriser. Trots den ökande levnadsstandaren fortsatte dock befolkningen att minska under resten av 1300-talet och under 1400-talet. Jordar övergavs för att det inte längre fanns arbetskraft att bruka dem, byar övergavs eller minskade i storlek och städerna blev mindre.

#### Demografiska förhållanden
Det medeltida England hade en mycket hög barnadödlighet vilket ledde till en mycket kort medellivslängd räknad från födelsen.
Omkring 25 % av alla spädbarn dog före ett års ålder och ytterligare ungefär 20 % av alla människor dog före 20 års ålder. Den som överlevde barndomen och tonåren hade dock större överlevnadschanser; hälften av alla som blev 30 år gamla hann även fylla 60 innan de dog. Befolkningen var relativt välnärd och konstant undernäring existerade inte vilket framgår av medellängden. De viktigaste dödsorsakerna för den vuxna befolkningen var epidemiska sjukdomar vilka inte påverkades i vare sig negativ eller positiv riktning av nutritionsstatusen.

#### Större städer
| Stad        | Folkmängd 1377 |
| ----------- | -------------- |
| London      | 40 000         |
| York        | 12 000         |
| Bristol     | 11 000         |
| Coventry    | 8 000          |
| Norwich     | 7 000          |
| Lincoln     | 6 000          |
| Salisbury   | 5 000          |
| King's Lynn | 5 000          |
| Colchester  | 5 000          |
| Boston      | 5 000          |

Källa: 

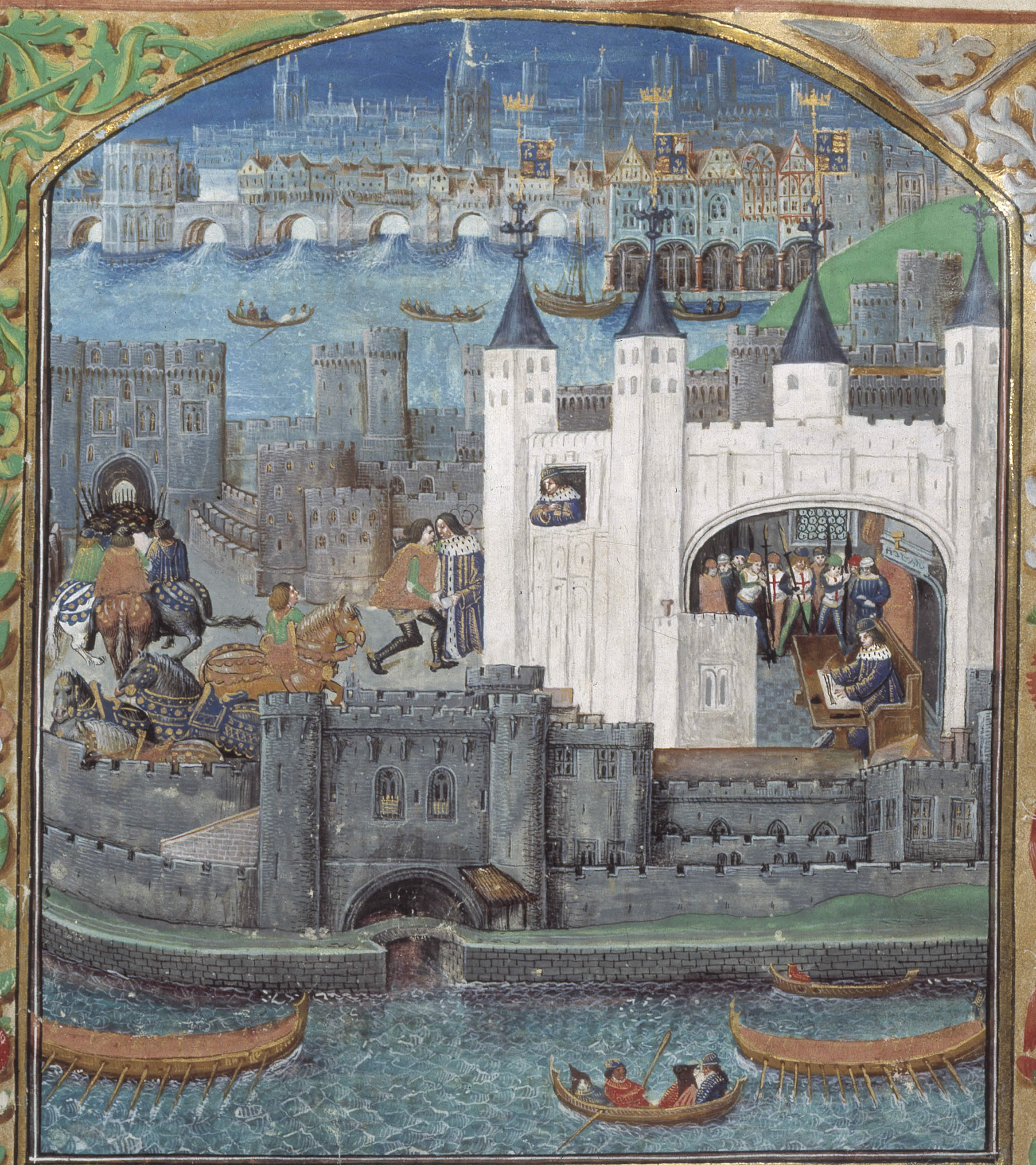
London med Towern i förgrunden och London Bridge i fonden vid slutet av 1400-talet.

Som jämförelse kan nämnas att Stockholms folkmängd 1290 uppgick till 3 000 personer.

### Sociala förhållanden

#### Social struktur

Präst-riddare-bonde i harmonisk samverkan; en symbolisk framställning av medeltidens treståndslära.

I spetsen för det medeltida engelska samhället stod kungen, under honom kom de feodala magnaterna (storvasallerna), följda av godsägarna, köpmännen och prästerskapet vilka alla stod över den stora massan av allmoge. Relationerna mellan de olika sociala skikten legitimerades genom länsväsendet, genom godsens sedvanerätter och genom kyrkans lära om de som ber (oratores), de som strider (bellatores) och de som arbetar (laboratores) (treståndsläran).
Under 1300- och 1400-talen blev det högre samhällsskiktet klarare avgränsat än tidigare. Med det engelska parlamentets uppkomst avgränsades den privilegierade adeln till pärerna, de som kallades till parlamentet. Pärsvärdighet gick genom primogenitur i arv till den äldste sonen. Under pärerna fanns flera sociala mellanskikt. Gentryn var jordägare som inte var adliga men ändå så välbeställda att de själva inte behövde utföra kroppsarbete. En del av gentryn var riddare. Riddarvärdigheten var inte ärftlig. Under 1100-talet ägde riddarslagningen ofta rum på slagfältet, men senare gavs riddarvärdigheten till de som stött kungamakten på andra sätt än med vapen i hand eller som ett erkännande av förmögenhet och social status. I början på 1300-talet var inte riddarna tillräckligt många för att kunna fylla de ämbeten och uppdrag som egentligen var reserverade för dem. Icke riddarslagna medlemmar av gentryn måste därför väljas som representanter till parlamentet och utnämnas till lokala ämbetsmän. Under gentryn fanns ett skikt av jordägare som själva arbetade på jorden men med hjälp av arbetskraft eller egna landbor. I städerna blev köpmännen allt viktigare. Särskilt de som var involverade i utrikeshandeln kunde skapa stora förmögenheter. Den som kunde köpte jord och fick därigenom status som feodala jordägare. Även de juridiska professionerna gav möjligheter till uppåtgående social rörlighet. Kyrkans män ingick också i den sociala strukturen. Ärkebiskopar, biskopar och vissa abbotar kallades till parlamentet som andliga lorder. Kyrkoherdarna försörjdes av socknarna genom tiondet. Några av dem var välbeställda och hade en livsstil som gentryn, medan andra mer liknade allmogen.
Allmogen delades i fria och ofria människor. De ofria var inte slavar, men livegna och som sådana var de tvungna att förbli på det gods där de hade fötts och utföra dagsverken i utbyte mot en gård med jord. De behövde jordägarens tillåtelse för att gifta sig, flytta till en stad eller ett annat gods eller bli präst. De hade inte laglig rätt att köpa, sälja eller testamentera bort den jord de brukade. De hade heller inte tillgång till de kungliga domstolarna utan alla deras rättstvister måste avgöras av godsets egen gårdsrätt. Fria bönder däremot var rättsligt myndiga. De kunde flytta, köpa och sälja fast egendom och sköta sig själva. Ekonomiskt var de dock nödvändigtvis inte i en bättre position än de livegna. Efter digerdöden blev allmogens sociala struktur mer komplicerad. Många livegna förvärvade en del av de rättigheter som tidigare endast tillkommit de fria bönderna. När gränserna mellan de två grupperna blev mindre tydliga ökade också äktenskapen mellan dem.

#### Samhällsutvecklingen under högmedeltiden

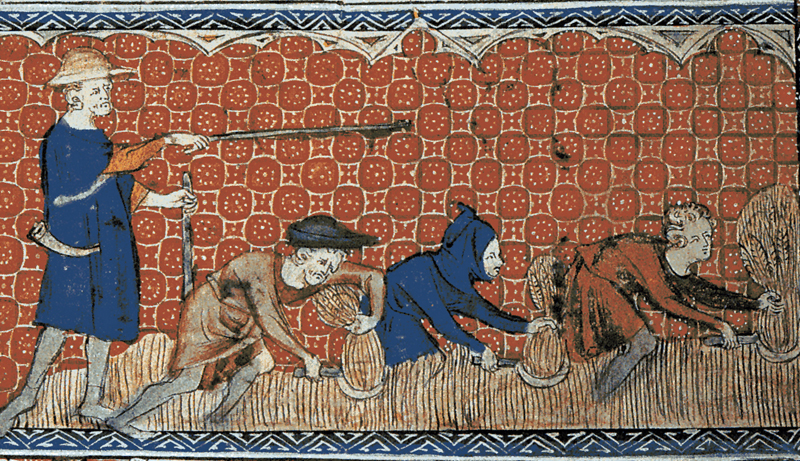
En rättare leder de dagsverksskyldiga böndernas arbete.

Genom att dra nytta av de stigande livsmedelspriserna och jordbrukets ökade kommersialisering kunde magnaterna och deras kyrkliga motsvarigheter fördubbla eller trefaldiga sina intäkter. Men det allra högsta samhällsskiktet förblev i stort sett statiskt till sin omfattning. Däremot ökade gentryn i storlek genom att ämbetsmän, stadsbor och även bönder införlivades i jordägarnas skara. Utbildning och beskydd gav från början på 1200-talet tillfälle till en uppåtgående social rörlighet framförallt som jurister och godsförvaltare, men även som ämbetsmän och krigsmän. När ridderskapet blev mer exklusivt mot slutet av 1200-talet ökade riddarnas sociala status. Men samtidigt minskade statusen för många som innehade jord mot riddartjänst, eftersom ett sådant innehav inte längre automatiskt medförde riddarslagning. På 1230-talet fann det omkring 5 000 riddare, men i början på 1300-talet fanns det endast 1 250 dubbade riddare. Många riddare eller innehavare av riddarjord kunde inte dra nytta av den kommersiella utvecklingen, då deras livsstil medförde att en stor del av deras intäkter förbrukades inom hushållet.
Allmogen var ingen enhetlig social grupp, utan det högmedeltida engelska bondesamhället var hårt socialt stratifierat med jordlösa legohjon och daglönare i botten, torpare ovan dem, följda av småbrukare med 3-8 hektar åker och gårdsbrukare med 8-12 hektar åker. En bondeelit av huvudsakligen fria bönder kunde dra nytta av jordbrukets ökade kommersialisering genom att förvärva jord. De hade få egna landbor, utan samlade sin jord i sammanhållna brukningsenheter vilka drevs med hjälp av daglönare. Intäkterna kom huvudsakligen från avsalu och inte från jordränta. Även de livegna kunde i vissa områden utnyttja den växande penningekonomin genom att få ersätta dagsverken med avrad i penningar. Möjligheterna att dra nytta av jordbrukets kommersialisering var störst i de områden som låg utanför tegskiftets huvudutbredningsområde. Där innehades jorden i stor utsträckning med äganderätt eller som landbojord och kunde därför lättare överlåtas, utarrenderas eller pantsättas. Med avgränsade brukningsenheter var brukningsmetoder och grödor heller inte begränsade av bysamfällighetens kollektiva vilja.

#### Samhällsutvecklingen under senmedeltiden
| Reallöneutvecklingen för det engelska lantbrukets daglönare 1210-1499 |       |
| Period                                                                | Index |
| 1210-1219                                                             | 88    |
| 1250-1259                                                             | 61    |
| 1300-1309                                                             | 55    |
| 1350-1359                                                             | 82    |
| 1400-1409                                                             | 129   |
| 1450-1459                                                             | 166   |
| 1490-1499                                                             | 180   |
| Index: 1770-1779 = 100                                                |       |
| Källa:                                                                |       |

Samhällsutvecklingen under senmedeltiden präglades framförallt av digerdödens stora folkminskning, som ledde till en stor brist på arbetskraft och därav följande förbättrad levnadsstandard för folkets stora massor. Arbetare och hantverkare fick högre löner och bättre köpkraft. Skördetidens daglönare fick bättre mat, mer öl, kött och fisk samt bröd av bättre kvalitet av sina arbetsgivare än vad som varit standard före den stora döden. Bönderna skaffade sig mer jord, genom att bruka mer än en gård. Bondetorpen ökade i antal då de nya större bondebruken ofta anlade flera torp på sina gårdar. Torparna fungerade då som böndernas arbetare. Jordbruket diversifierades med fårskötsel i en större skala som en ny faktor. Många godsägare arrenderade också ut sina huvudgårdars domäner till dessa bönder. Genom denna utveckling blev inte bara bondeeliten rikare utan landsbygdens sociala struktur förändrades permanent och ledde till uppkomsten av erkända social grupper av storbönder (yeomen) och jordförpaktare (farmers).
Folkminskningen drabbade de privilegierade jordägarna (magnater och gentry) i form av fallande intäkter från jord, då byggnadskostnader och hantverksprodukter blev dyrare på grund av arbetskraftsbristen, medan spannmålspriset sjönk genom minskad efterfrågan. Den sociala stratifieringen inom gentryn fortsatte och de som stod närmast under riddarna utkristalliserade sig som en egen social grupp, väpnare (esquires). Ur de högre samhällsskiktens perspektiv var samhällsutvecklingen skrämmande, då den naturliga ordning som legitimerats genom länsväsendet, sedvanerätten och kyrkans lära nu kastades över ända och man försökte med olika medel vända utvecklingen. Överflödsförordningar som noggrant reglerade vilken klädedräkt de olika sociala grupperna fick bära utfärdades och löneökningarna begränsades i lag. De högre samhällsskiktens reaktion ledde i sin tur till det stora bondeupproret 1381, ett avgörande skede i engelsk historia vilket gjorde slut på vidare försök att vrida klockan tillbaka.

#### Sociala grupper
| Medeltidens engelska socialgrupper |                      |                           |                      |                      |
| Slutet av 1200-talet               | Slutet av 1200-talet | Slutet av 1400-talet      | Slutet av 1400-talet | Slutet av 1400-talet |
| Landet                             | Kyrkan               | Landet                    | Kyrkan               | Staden               |
|                                    | Ärkebiskopar         | Hertigar                  | Ärkebiskopar         |                      |
| Earls                              | Biskopar Abbotar     | Earls                     | Biskopar, abbotar    |                      |
| Baroner                            |                      | Baroner                   |                      |                      |
| Riddare                            | Kyrkoherdar          | Riddare Väpnare Gentlemän | Kyrkoherdar          | Köpmän               |
| Lägre gentry                       | Pastorer             |                           | Pastorer             |                      |
| Franklins                          | lägre klerker        | Yeomen                    | lägre klerker        | Hantverksmästare     |
| Under franklins                    | lägre klerker        | Husbandmen                | lägre klerker        |                      |
| Torpare                            |                      | Labourers                 |                      | Gesäller Arbetare    |
| Tjänstehjon                        |                      | Tjänstehjon               |                      | Tjänstehjon          |
| Fattighjon                         |                      | Fattighjon                |                      | Fattighjon           |
| Källa:                             |                      |                           |                      |                      |

Tolvhundratalets termer för stormän var jarlar (earls), baroner och riddare; beteckningar med entydiga och konsekventa betydelser. För allmogen var däremot terminologin varierande; fria jordbrukare betecknades ofta sokemen i östra England och de ofria gick under varierande beteckningar som villanus, livegna eller nativi. De halvfria gick under namnet molmen i östra England och olika sorters landbor kallades terminarii eller i Cornwall conventionarii. 1379 års kapitationsskattelagstiftning ger en tydlig bild över hur samtiden uppfattade den sociala hierarkins utseende. Väpnare uppträder som en ny social grupp under riddarna. Under dem står en spridd samling av serjeants, franklins och jordförpaktare vilka ingått i begreppet gentila i 1363 års överflödsförordning, men ännu inte sammanfattade i begreppet gentlemän. Denna skattelagstiftning jämställer uttryckligen statusen hos landsbygdens och stadens invånare samt kyrkan. Sådana antaganden om jämställdhet i social ställning mellan land, stad och kyrka finns även i överflödslagstiftningen. Men medan de högre samhällsskikten är noga graderade är folkets stora massa vilka skulle erlägga den lägsta skattesatsen inte graderade.
Senare källor ger vid handen att man vid slutet av 1300-talet övergett beteckningar som baserar sig på rättslig ställning utan istället använder sådana som betecknar ekonomisk position. Cultores var gårdsbrukare, agricolae var bönder, laboratores arbetare, servientes tjänstehjon medan famuli var drängar och pigor vilka ingick i bondens hushåll. Från 1413 krävde lagstiftningen att alla som uppträdde inför rätta måste identifieras efter sin sociala tillhörighet, varför rättskällorna från denna tid överflödar av sociala gruppbeteckningar och yrkesbeteckningar. Vid slutet av 1400-talet har socialgruppsbeteckningarna utvecklats ytterligare. Termen lord som tidigare betecknade en storman i allmänhet har blivit begränsad till att avse de som var medlemmar av parlamentets överhus. Gentryn hade under riddare och väpnare fått en ny grupp, gentlemän. Allmogens socioekonomiskt betingade socialgrupper hade nu genom livegenskapens försvinnande vunnit fasthet som yeomen, husbandmen och labourers beroende på hur mycket jord de brukade. En yeoman brukade mycket jord, vilken kunde innehas på olika villkor och ofta inkluderade arrenden av sätesgårdarnas domäner och betesmarker. De odlade grödor för avsalu och använde sig av daglönare eller drängar som arbetskraft. En husbandman hade så han klarade sig, medan en labourer hade några tunnland eller bara ett torp och var beroende av lönearbete. Det fanns även en kategori tjänstefolk, som skiljdes från labourers.

### Jordbruket

#### Jordbrukets förutsättningar

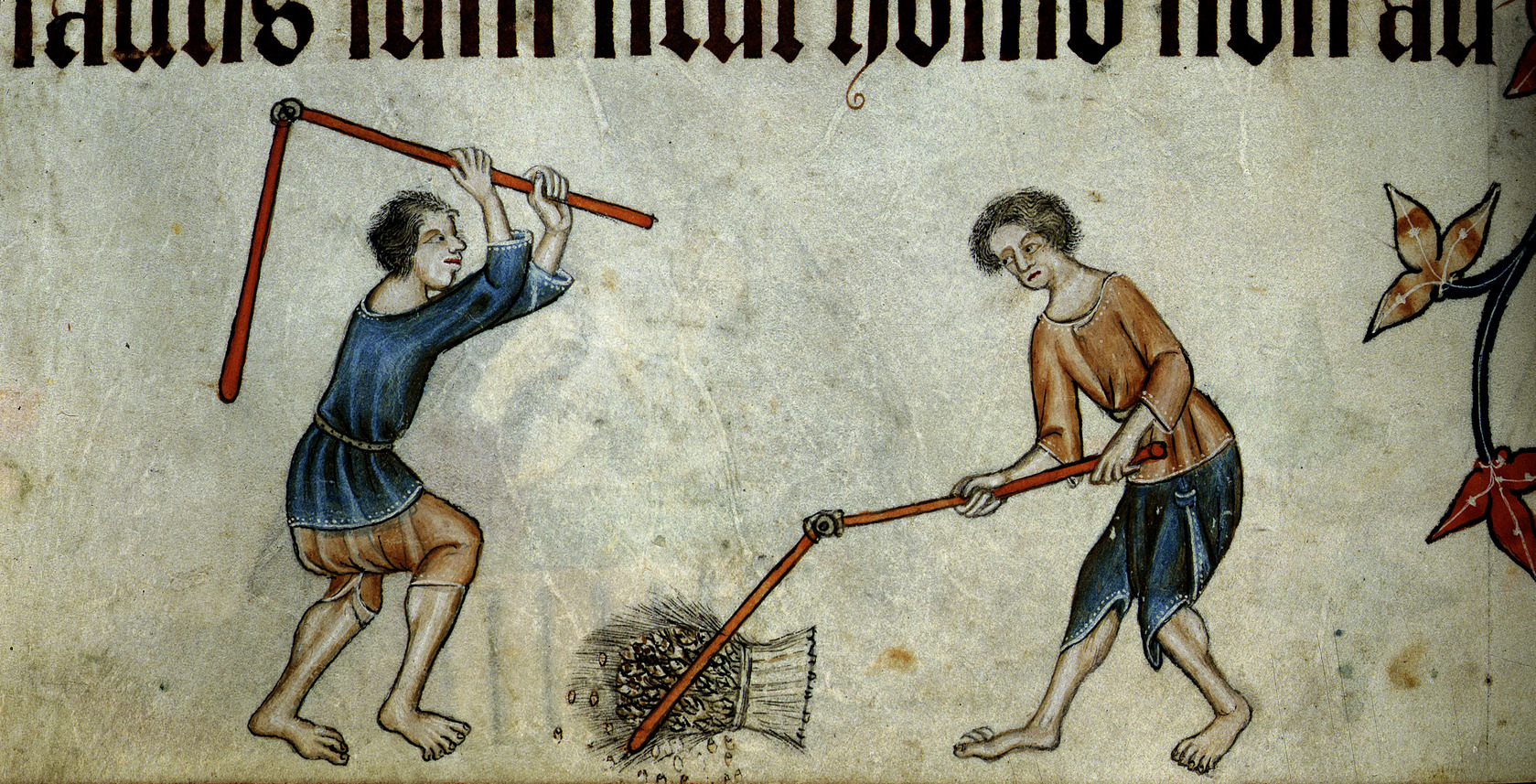
Tröskning med slagor.

Det som framförallt kännetecknade det engelska jordbruket under medeltiden var låg produktivitet. Vete gav det bästa korntalet (avkastning i förhållande till utsädesmängden), men den bästa avkastningen per hektar gav kornet. Vete och havre gav ungefär lika stor avkastning per hektar, men tar man hänsyn till mängden utsäde som måste reserveras för nästa sådd så hade vetet en högre nettoproduktivitet. I gengäld var havren det sädesslag som hade minst variation i avkastningen år från år. Rågen var det sädesslag som odlades minst. Kreatursproduktiviteten var också låg. Mjölkkor gav som högst 550-690 liter per ko och år. Får gav 5 hekto ull per djur och en tacka gav 30-50 liter mjölk under en laktationsperiod. Lamningsresultaten varierade från 50 % till 90 %, medan lammförlusterna uppgick till 20 % - 30 % under normala år. Svinen var små, håriga och långbenta.

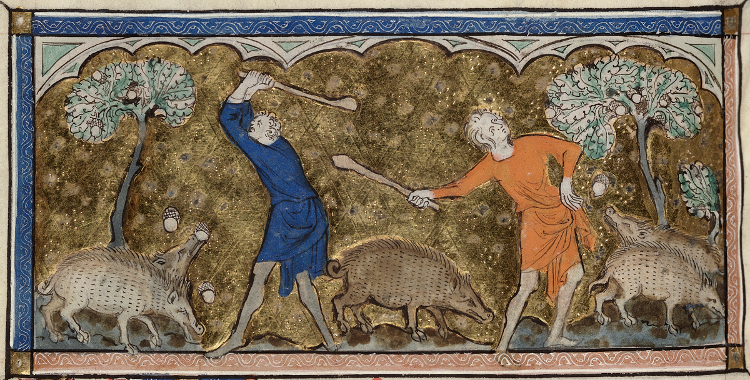
Svinaherdar i ollonskogen slår ned skavel för sina djur.

På grund av befolkningsökningen före digerdöden kom en allt större andel av jordbruksmarken att användas för spannmål för mänsklig konsumtion och andelen fodertäkter minskade. Husdjursproduktiviteten begränsades därför framförallt av tillgången på foder. Detta gjorde att jordräntan från ängsmark blev högre än för åkermark. Även dåliga betesmarker var eftertraktade och höslåttern kompletterades med lövtäkt och skavel från skogarna. Oxarna dominerade över hästarna trots att hästarna var effektivare som dragdjur. Men hästarna var betydligt dyrare att hålla; de krävde upp till 20 gånger så mycket havre som en oxe, medan oxarna huvudsakligen kunde livnära sig på hö och halm. Utlevade oxar kunde också slaktas och användas som livsmedel, vilket rådande religiösa tabun förbjöd för hästar.

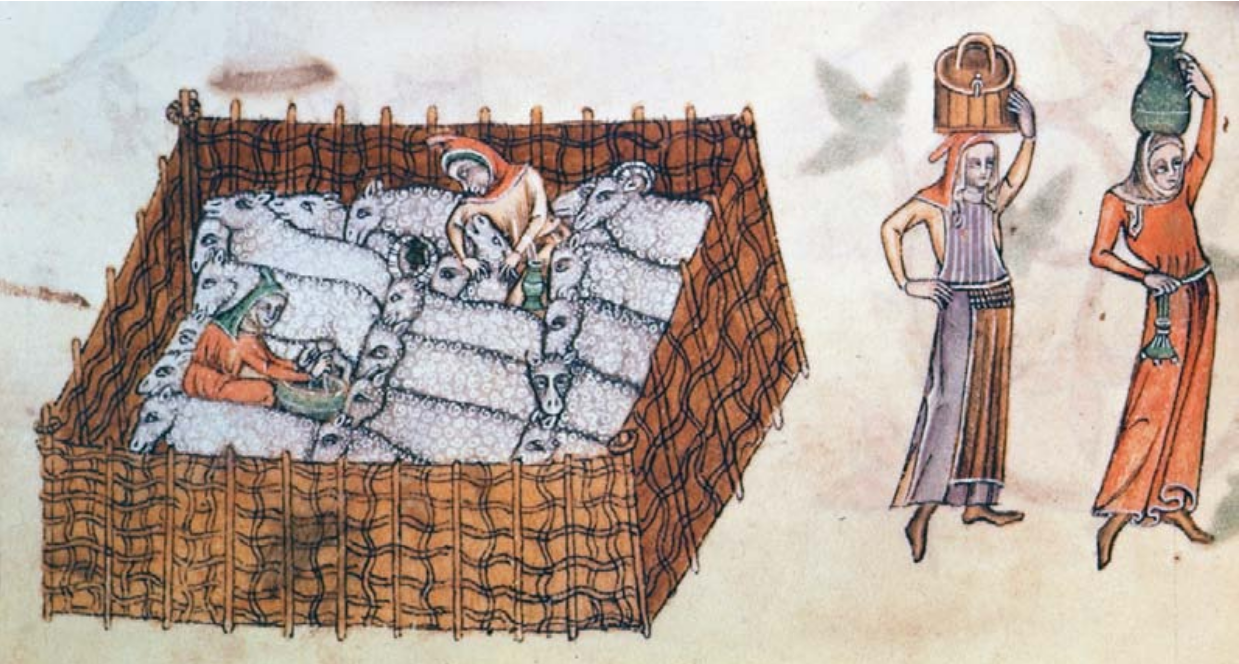
Nattetid fållades fåren på trädan för att ta tillvara deras gödsel.

För att inte suga ut jorden användes växelbruk och träda. Trädan hade två funktioner, dels att undanröja ogräs dels att återställa jordens förbrukade kväve genom kvävefixering. Gödsling tillförde också kväve och husdjuren hade även en funktion som gödselproducenter. Förutom gödselspridning på åkrarna brukade man nattetid fålla fåren på trädan för att ta tillvara deras gödsel. Men det var kanske bara en tredjedel av trädan som kunde gödslas med dynga. Man gödslade även med mänsklig avföring, spillning från duvslag, löv, märgel, aska från bränd torv och gräs, krossade snäckskal samt tång. 
Med de förutsättningar som fanns var bönderna inte intresserade av att söka maximera jordbruksproduktionen, därför att detta medförde ökade risker för skördemisslyckanden och hungersnöd. Istället satsade man på ett stabilt jordbruk med en rad olika grödor. Detta bidrog till att minska risken för att ett dåligt år skulle ge en total skördekatastrof. Flera varieteter odlades av varje sädesslag, vart och ett med olika odlingsegenskaper. Det fanns åtminstone tre olika varieteter av vete och fem olika av havre, ett sädesslag som föredrogs på dåliga, sura jordar särskilt på orter med våta och svala somrar (nordvästra England). Vår- och höstsäd odlades av både korn och råg. Sexradigt korn fanns i tre olika varieteter. Ett annat sätt att försäkra sig mot skördemisslyckanden var att så blandsäd. Olika blandningar av korn, havre, vete, råg, ärter och åkervicker förekom. Ärter och bondbönor var också viktiga grödor i sig. Många djurslag hölls också, förutom kor, får och grisar var getter, höns och gäss vanliga. Sätesgårdarna hade ofta stora duvslag.

#### Jordägare

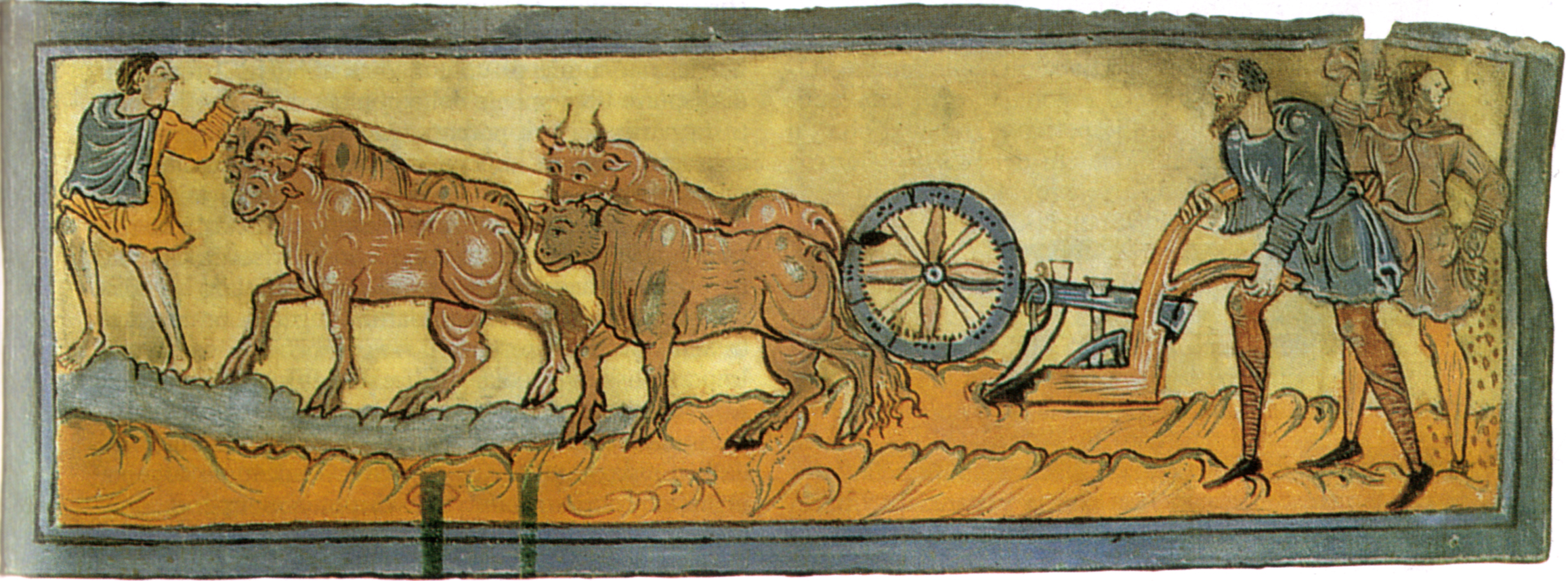
Hjulplogen med skär och vändskiva infördes under anglosaxisk tid.

| Jordägande i England 1436             |                 |                 |
| Ägarkategori                          | Antal individer | Andel av jorden |
| Kronan                                | 1               | 5 %             |
| Kyrkan                                | 5 850           | 25 %            |
| Pärer samt gentry med stora egendomar | 234             | 25 %            |
| Medelstora jordägare                  | 6 950           | 25 %            |
| Mindre jordägare                      | >20 000         | 20 %            |
| Källa:                                |                 |                 |

### Ekonomi

#### Penningväsende

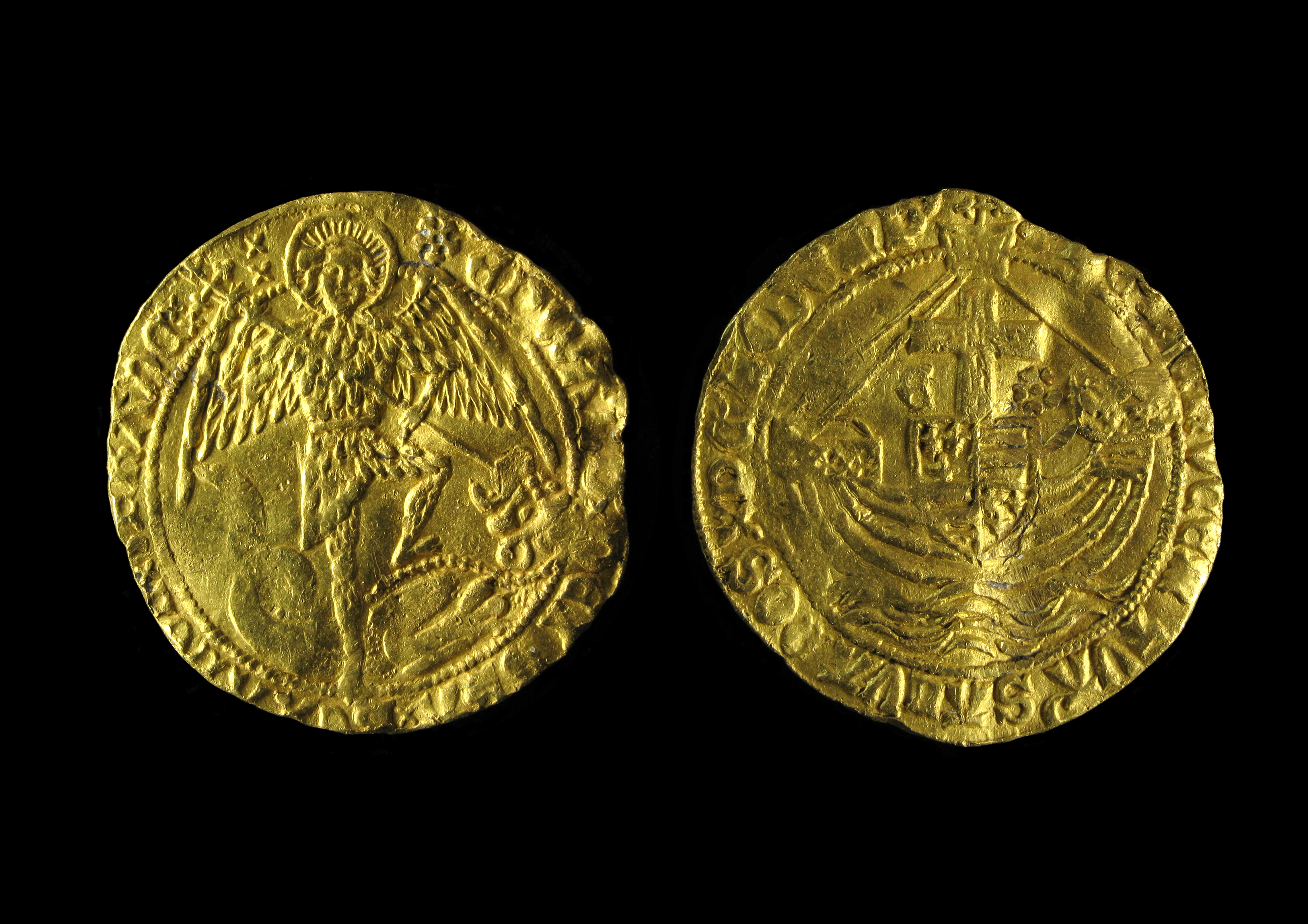
Angel var ett guldmynt som präglades från 1470.

Räknemynt
| Valör    | Värde i pence |
| -------- | ------------- |
| Pund     | 240           |
| Mark     | 160           |
| Shilling | 12            |
| Pence    | 1             |

Värdemynt
| Valör              | Myntmetall | Värde i pence | Präglades   |
| ------------------ | ---------- | ------------- | ----------- |
| Sovereign          | Guld       | 240           | 1465-       |
| Rose Noble         | Guld       | 120           | 1465-1470   |
| Noble              | Guld       | 80            | 1344-1465   |
| Angel              | Guld       | 80            | 1470-       |
| Half Rose Noble    | Guld       | 60            | 1465-1470   |
| Half Noble         | Guld       | 40            | 1344-1465   |
| Half Angel         | Guld       | 40            | 1470-       |
| Quarter Rose Noble | Guld       | 30            | 1465-1470   |
| Quarter Noble      | Guld       | 20            | 1344-1465   |
| Testoon            | Silver     | 12            | endast 1485 |
| Groat              | Silver     | 4             | 1351-       |
| Half Groat         | Silver     | 2             | 1351-       |
| Penny              | Silver     | 1             | 1066-       |
| Halfpenny          | Silver     | ½             | 1280-       |
| Farthing           | Silver     | ¼             | 1279-       |

1. ↑  Gick även under namnet Ryal

Källa: 
Värdet av en penny
| År     | Inkomstvärde 2016 GBP |
| ------ | --------------------- |
| 1270   | £124.50               |
| 1300   | £109.60               |
| 1350   | £94.66                |
| 1400   | £65.01                |
| 1450   | £71.71                |
| 1500   | £71.71                |
| Källa: |                       |